# Podenzana
Podenzana is een gemeente in de Italiaanse provincie Massa-Carrara (regio Toscane) en telt 1947 inwoners (31-12-2004). De oppervlakte bedraagt 17,3 km², de bevolkingsdichtheid is 113 inwoners per km².

## Demografie
Podenzana telt ongeveer 829 huishoudens. Het aantal inwoners steeg in de periode 1991-2001 met 9,5% volgens cijfers uit de tienjaarlijkse volkstellingen van ISTAT.
| Jaar | Inwoneraantal |
| ---- | ------------- |
| 1991 | 1661          |
| 2001 | 1819          |

## Geografie
De gemeente ligt op ongeveer 312 m boven zeeniveau.
Podenzana grenst aan de volgende gemeenten: Aulla, Bolano (SP), Calice al Cornoviglio (SP), Follo (SP), Licciana Nardi, Tresana.
Aulla · Bagnone · Carrara · Casola in Lunigiana · Comano · Filattiera · Fivizzano · Fosdinovo · Licciana Nardi · Massa · Montignoso · Mulazzo · Podenzana · Pontremoli · Tresana · Villafranca in Lunigiana · Zeri
1. ↑  https://demo.istat.it/?l=it.